# Upplands runinskrifter 35

Runinskrift U 35 är en runsten som står vid Svartsjö slott i Sånga socken och Ekerö kommun i Uppland. Stenen är flyttad söderut och på platsen där den stod byggdes ladugården.

## Stenen
Stenen som är från vikingatiden har en intressant ornamentik med två kattlika djur som har korslagda ben på det annars traditionella korsets plats. Djuren tolkas som en hane ock en hona (mindre och utan svans), Odins vargar. Djuren inramas i stenens ytterkant av en runorm med ett groteskt, öppet gap och trekantig palmettkrona. Ormens hals och svans är i basen låsta med ett palmettformat koppel. Baserat på ornamentik kan stenen dateras till 1043±9 år. Fotot i mallen till höger är taget av Erik Brate 1910. Den från runor översatta inskriften lyder enligt nedan:

## Inskriften
Translitterering av runraden:
aþisl : auk : ays- : auk : ---fr : þaiʀ : litu : raisa : stain : þinsa : at : uikisl : faþur : sin : boanta : irfriþaʀ
Normalisering till runsvenska:
Aðisl ok As[l]/Ôs[l] ok [Ola]fʀ þæiʀ letu ræisa stæin þennsa at Vigisl, faður sinn, boanda Ærnfriðaʀ.
Översättning till nusvenska:
Adils och Ösel(?) och Olov(?) de lät resa denna sten efter Vigisl, sin fader, Ärnfrids make.
Namnet Adils förefaller ha varit mycket sällsynt både under vikingatid och medeltid och förekommer inte i någon annan svensk runinskrift. I Ynglingatal och Beowulfkvädet berättas det dock om en svensk kung från 500-talet som ska ha burit detta namn. Hur inskriftens andra namna ska tolkas är mycket osäkert. Det verkar dock förekomma på ytterligare ett par runstenar. Även föräldrarnas namn Ärnfrid och Vigisl är ovanliga. Vigisl är sammansatt av namnlederna vi - "helig plats" och gisl - "spjut". Det senare ordet ingår även i Adils och kanske även i Ösel. Att faderns och sönernas namn hade en led gemensam var vanligt under vikingatiden. Den tredje sonens namn, Olof, förekommer i ett tjugotal runinskrifter och namnet bars även av många personer under medeltiden.